# NGC 17

NGC 17（NGC 34）是鲸鱼座的一個漩涡星系。星等為14.4，赤經為11分6.6秒，赤緯為-12°6'28"。在1886年首次被發現。當年晚些時候路易斯·斯威夫特再次發現這一漩涡星系。